# 統計主事
統計主事（とうけいしゅじ）は、旧統計法（昭和二十二年三月二十六日法律第十八号）第10条第2項の規定に基づき、都道府県又は市町村に置くことができた職である。なお、内閣府及び各省にも置くことができた（統計法第10条第1項）が、この場合は統計官と称された。現行の統計法（平成19年5月23日法律第53号）には同規定はなく、廃止されている。

## 職務
統計主事は、上司の命を受けて、指定統計調査その他の統計調査に関する専門的技術的事務に従事する（統計法第10条第3項）。

## 統計主事の任命・資格
統計主事は、地方自治法（昭和二十二年法律第六十七号）第百七十二条第一項 に規定する吏員又は地方教育行政の組織及び運営に関する法律（昭和三十一年法律第百六十二号）第十九条 に規定する事務職員若しくは技術職員（以下この項において「地方公務員」という）で、次の各号のいずれかに掲げる資格を有するもののうちから、地方公共団体の長又は教育委員会が命ずる（統計法第10条第4項）。 
- 一 　統計調査に関する事務に国家公務員又は地方公務員として通算して二年以上従事したこと。
- 二 　学校教育法（昭和二十二年法律第二十六号）又は旧大学令（大正七年勅令第三百八十八号）による大学の学部で統計学を履修し、又は数学を専修する学科を修め、学士の学位又は旧大学令による学士の称号を有すること。
- 三 　学校教育法 による高等専門学校、旧専門学校令（明治三十六年勅令第六十一号）による専門学校又は文部科学大臣がこれらと同等以上と認定した学校で統計学を履修し、又は数学を専修する学科を修め、卒業したこと。
- 四 　総務大臣が指定した統計職員養成機関若しくは統計講習会の課程を修了したこと又は別に定める統計に関する国家試験に合格したこと。
- 五 　前各号に掲げる資格のほか、総務大臣が統計調査に従事するに適当な資格を有すると認定したこと。